# Beka Gvinyjašvili
Beka Gvinyjašvili (* 26. října 1995 Rujsi, Šida Kartli, Gruzie) je gruzínský zápasník–judista.

## Sportovní kariéra
Zápasit začal v 8 letech v rodné obci Ruisi nedaleko Gori. Vrcholově se připravuje v Gori pod vedením Giorgiho Gugavy. V gruzínské seniorské reprezentaci se objevil již v roce 2012 ve věku 16 let v polostřední váze do 81 kg. V reprezentaci stabilně startuje ve střední váze do 90 kg, ve které byl do roku 2017 reprezentační dvojkou za Varlamem Lipartelijanim.
V olympijském roce 2016 z důvodu účasti na olympijských hrách v Riu startoval v polotěžké váze do 100 kg. Během půl roku nasbíral dostatečný počet bodů pro kvalifikaci a jako jediný judista se kvalifikoval na olympijské hry v Riu ve dvou váhových kategoriích. Nominován byl podle očekávání v polotěžké váze, ve které na rozdíl od svých konkurentů řešil opačný problém s nabíráním váhy. V den startu na olympijských hrách vážil necelých 95 kg. V úvodním zápase krásným curikomi-goši porazil Brita Bena Fletchera na ippon-wazari a v dalším kole předvedl goši-waza ve třech variantách, o-goši za juko, curi-goši za wazari a uki-goši za ippon-wazari, to vše během dvou a půl minut zápasu, poraženým judistou byl jeden z favoritů polotěžké váhy Belgičan Toma Nikiforov. Ve čtvrtfinále však nestačil na taktické judo Francouze Cyrilla Mareta a obsadil konečné 7. místo.

### Vítězství
- 2014 – 2x světový pohár (Samsun, Ulánbátar)
- 2015 – 1x světový pohár (Tbilisi), Masters (Rabat)
- 2016 – 4x světový pohár (Lima, Buenos Aires, Samsun, Baku)
- 2017 – 1x světový pohár (Düsseldorf)

## Výsledky
| Olympijské hry     |    | —  |    |     |    | 7.  |     |     |     |    | —  |  |  |  |  |  |  |  |  |  |  |  |  |  |  |  |  |
| Mistrovství světa  | —  |    | —  | úč. | 5. |     | úč. | úč. | úč. |    | —  |  |  |  |  |  |  |  |  |  |  |  |  |  |  |  |  |
| Evropské hry       |    |    |    |     | 5. |     |     |     | úč. |    |    |  |  |  |  |  |  |  |  |  |  |  |  |  |  |  |  |
| Mistrovství Evropy | —  | —  | —  | —   | 5. | úč. | 3.  | 7.  | úč. | 3. | 2. |  |  |  |  |  |  |  |  |  |  |  |  |  |  |  |  |
| ME do 23 let       | —  | —  | —  | —   | —  | 1.  | úč. |     |     |    |    |  |  |  |  |  |  |  |  |  |  |  |  |  |  |  |  |
| MS juniorů         | 3. |    | 1. | 3.  | 1. |     |     |     |     |    |    |  |  |  |  |  |  |  |  |  |  |  |  |  |  |  |  |
| ME juniorů         | —  | 2. | 1. | 1.  | 1. |     |     |     |     |    |    |  |  |  |  |  |  |  |  |  |  |  |  |  |  |  |  |
| MS dorostenců      | 1. |    |    |     |    |     |     |     |     |    |    |  |  |  |  |  |  |  |  |  |  |  |  |  |  |  |  |
| ME dorostenců      | 1. |    |    |     |    |     |     |     |     |    |    |  |  |  |  |  |  |  |  |  |  |  |  |  |  |  |  |